# 袁瑢
袁瑢（1923年—2017年8月23日），江苏南通人，中华人民共和国教育家，曾任上海实验小学教师、副校长和校长。1954年，当选第一届全国人民代表大会代表。